# Dylan Emery
Dylan Emery (Cardiff, 31 de marzo de 2001) es un jugador de snooker galés.

## Biografía
Nació en la ciudad galesa de Cardiff en 2001. Es jugador profesional de snooker desde 2022. No se ha proclamado campeón de ningún torneo de ranking, y su mejor resultado hasta la fecha fue alcanzar los treintaidosavos de final hasta cinco veces. Tampoco ha logrado hilar ninguna tacada máxima, y la más alta de su carrera está en 134.